# STEAP3
La métaloréductase STEAP3 est une enzyme codée par le gène STEAP3 situé sur le chromosome 2 humain. L'acronyme STEAP3 signifie Six-Transmembrane Epithelial Angtigen of the Prostate 3.
Cette enzyme permet la conversion du fer ferrique (Fe3+), insoluble, en fer ferreux (Fe2+), soluble.